# Deterioração dos termos de troca
A Deterioração dos termos de troca, também chamada de deterioração dos termos de intercâmbio, é um conceito criado pelo economista e ex-presidente do banco central argentino Raúl Prebisch no início da década de 50. O termo faz referência a sua teoria do subdesenvolvimento latino americano, a qual guarda profunda relação com o pensamento da Cepal (Comissão Econômica para a América Latina), órgão da ONU recém-instituído e que adquire abordagem própria a partir de teorias como as de Raúl Prebisch, constituindo assim, o denominado desenvolvimentismo cepalino. A abordagem cepalina defende a tese de que o processo de desenvolvimento da América Latina perpassa por uma intensa atuação do Estado como ente provedor de condições para que sejam criadas estruturas que servirão de suporte para a industrialização, condição prévia para que se possam superar as relações de dependência entre os países subdesenvolvidos ou periféricos, para com os países desenvolvidos ou Centrais. Um dos principais difusores dessas ideias no Brasil e também cofundador da CEPAL é o economista brasileiro Celso Furtado, que se encarregou de estudar a economia brasileira por uma abordagem cepalina, utilizando o conceito de deterioração dos termos de troca. De acordo com esse conceito, o país se encontrava em posição de desvantagem perante as demais economias desenvolvidas, pois a ideia de deterioração advoga que os países que entraram na divisão internacional do trabalho e tiveram uma especialização econômica com base em produtos de primários, isto é, que optaram pelo modelo agroexportador, sofrem com problemas no balanço de pagamentos. 

## Aplicação do termo na América Latina
A América Latina é um bom exemplo para explicitar o conceito de deterioração dos termos de troca. No cenário Internacional observa-se que a América Latina assume uma posição de periferia se comparada os Estados Unidos. Pois após a segunda Guerra Mundial esse País se estabelece como a grande potência econômica mundial. Em vista disso a nova potência mundial passa a exercer grande influência sobre a s demais economias, especialmente as economias subdesenvolvidas. Logo, as relações que se criam no comércio exterior se tornam profundamente afetadas pela grande produção Americana, assim como a distribuição das divisas internacionalmente.
As economias latino-americanas são caracterizadas por alto nível de participação no comércio exterior. Por conseguinte estas economias subdesenvolvidas também possuem elevado grau de importações, o que as faz bastante suscetíveis a oscilações externas.
A teoria sustentada pela CEPAL, tenta explicar as razões para o subdesenvolvimento Latino Americano, com vistas a perspectiva de divisão internacional do trabalho.

## Deterioração dos termos de intercâmbio aplicados ao caso brasileiro
O processo de deterioração dos termos de intercâmbio sempre foi muito presente na  economia brasileira desde os anos 20 um problema crônico causado entre outros motivos pela dinâmica econômica brasileira que se constituiu como fortes vínculos de dependência externa por conta das suas pautas de exportação, no caso o café. O café durante bastante tempo foi o produto de maior valor agregado exportado pelo Brasil, dominando e ditando boa parte da economia local. A economia cafeeira era gerida por uma forte oligarquia que se concentrava sobretudo na região sudeste do Brasil e possuía uma forte influência econômica e política. Graças a esse sistema de dependência interna em relação ao café a forte propaganda de que a economia brasileira era essencialmente agrária, boa parte das exportações dependem sobretudo do preço do café no mercado internacional e se tratando de um produto pouco elástico seu valor internacionalmente sofria fortes quedas por conta da baixa da demanda internacional. Devido a essa forte dependência  da economia nacional do café e seu valor oscilar muito rapidamente, boa parte do que era arrecadado com a venda do café era gasto para cobrir as importações. Isso gerava fortes desequilíbrios na balança de pagamento brasileira. Esse processo de desajustes é um dos principais agravantes do processo de deterioração dos termos de intercâmbio, o que também pode ser percebido não só no Brasil como em boa parte dos países latino-americanos no período Substituição de Importações iniciados no Brasil por volta dos anos 50 se constituiu como um enorme processo na criação de indústrias nacionais e expansão dos mercados internos, que dentre outras coisas só pode ser feito após a consolidação de mecanismos de criação de demanda como a CLT.